# Commonwealth (État des États-Unis)
Cet article traite des États américains. Pour les territoires non incorporés des États-Unis portant également ce nom, voir Commonwealth (territoire insulaire des États-Unis). Pour les autres utilisations du terme, voir Commonwealth (homonymie).
Commonwealth (/ˈkɑmənˌwɛlθ/) est le nom officiel porté par quatre des cinquante États formant les États-Unis :
- le Commonwealth du Kentucky ;

Les États américains en rouge sont désignés sous l'appellation « Commonwealth ».

- le Commonwealth du Massachusetts ;
- le Commonwealth de Pennsylvanie ;
- le Commonwealth de Virginie.

## Définition
L'Encyclopædia Britannica définit le « Commonwealth »  comme « un corps politique fondé sur la loi pour le bien commun » (en anglais : a body politic founded on law for the common “weal,” or good). Ce terme est notamment utilisé par les philosophes anglais du XVIIe siècle Thomas Hobbes et John Locke.
Aux États-Unis, l'appellation « Commonwealth » est un terme officiel qui figure dans la Constitution de certaines entités fédérées des États-Unis. Elle n'a pas d'impact juridique. Dans le langage courant, la plupart des Américains ne font d'ailleurs pas la différence entre les notions de « Commonwealth » et d'« État » (« State »).
Des territoires insulaires américains utilisent également le nom de Commonwealth sans être des États.

## Historique
Au milieu du XVIIe siècle, la Première révolution anglaise abolit la monarchie et voit apparaître le Commonwealth d'Angleterre. À cette époque, la colonie de Virginie porte également le nom de Commonwealth de Virginie, jusqu'au rétablissement de la monarchie en 1660.
Lors de l'adoption de sa Constitution en juin 1776, la Virginie reprend l'appellation Commonwealth pour marquer « la souveraineté du peuple uni pour le bien commun ». Le terme est repris dans la Constitution de deux autres des Treize Colonies nouvellement indépendantes : la Pennsylvanie en septembre 1776 et le Massachusetts en 1780. Pour la Constitution du Massachusetts, c'est John Adams qui choisit ce terme qui a alors une connotation anti-monarchique.
Le Kentucky est le seul Commonwealth  à ne pas être issu des Treize Colonies. Bien que le mot « Commonwealth » apparaisse dès la Constitution de 1792, ce n'est qu'en 1891 que Commonwealth of Kentucky remplace State of Kentucky dans le préambule de la Constitution. Cette appellation pourrait s'expliquer par le fait qu'avant 1792 le comté du Kentucky (en) était rattaché à la Virginie,. D'autres rappellent que la Constitution du Kentucky de 1792 s'inspire de la Constitution de la Pennsylvanie (en),.
Le mot « Commonwealth »  apparaît également dans les constitutions du Delaware et du Vermont, mais de manière interchangeable avec le mot « État ».